# Wen-Ying Tsai
Wen-Ying Tsai  est un artiste sculpteur cinétique chinois des XXe et XXIe siècles, né le 13 octobre 1928 à Amoy (ville de la province du Fujian), mort le 2 janvier 2013.

## Biographie
Wen-Ying Tsai s'établit aux États-Unis en 1950. Il obtient une licence d'ingénieur mécanicien, puis se remet à étudier pendant quatre années à l'Art Students League of New York.
À Cambridge (Massachusetts), il est membre du Centre pour les études visuelles avancées au Massachusetts Institute of Technology. Il vit alternativement à Cambridge et New York.
Il participe à de nombreuses expositions de groupe, surtout aux manifestations consacrées au lumino-cinétisme notamment, en 1968, Cybernetic serendipity à Londres; régulièrement à New York souvent dans le groupe qui comprend les inventeurs les plus étonnants[réf. nécessaire] de créations poético-mécanistes : Alberto Collie, Len Lye, Takis. Il montre ses créations dans de nombreuses expositions personnelles, par exemple en 1983-1984, musée d'art moderne de la ville de Paris.
En 1968, il obtient le second prix de l'exposition du musée d'art moderne de New York La Machine telle qu'elle sera vue à la fin de l'âge mécanique.
Ayant immédiatement établi le lien entre ses capacités mécaniques et son activité artistique, il se situe d'emblée dans le courant de l'art mécano-cinétique. Il met en œuvre des tiges ou des rubans métalliques, groupés en murs ou en colonnes, dont les mouvements sont en rapport avec des sons, soit commandés, soit ambiants, qui les déclenchent, et avec des effets lumineux électroniques à hautes fréquence.
Ces processus l'amènent évidemment à l'utilisation d'oscillateurs déterminant des effets stroboscopiques, toujours spectaculaires.